# Henrik Weber
Henrik Weber (Pest, 24 maggio 1818 – Pest, 14 maggio 1866) è stato un pittore ungherese.

## Biografia
Conseguì la sua prima formazione come pittore da un artista locale di nome János Tóbiás Kärgling (1780-1845). Nel 1835, si iscrisse all'Accademia di belle arti di Vienna, dove studiò con Johann Ender e con Leopold Kupelwieser. Sotto la loro influenza, lasciò l'accademismo imperante e abbracciò il realismo. Durante i suoi studi, lavorò come litografo e insegnò arte. Dopo aver tenuto una mostra di successo, divenne un ritrattista popolare e rimase a Vienna fino il 1830, lavorando in entrambe le aree urbane e rurali.
Nel 1840, si trasferì a Monaco di Baviera, nella speranza di continuare la sua carriera, tuttavia non ebbe un notevole successo allora si occupò di ritrarre fatti storici come per esempio la morte del condottiero ungherese János Hunyadi. Questo cambiamento lo rende ancora più popolare soprattutto come pittore di storia popolare.
Dal 1845 al 1847 intraprese un viaggio in Italia, dove riprodusse numerosi paesaggi rurali e opere col tema di vita contadina. Quando ritornò di nuovo a Monaco, sentì la nostalgia di casa, che lo spinse ritornare nuovamente nella sua città natale, Pest, dove ancora svolse la sua carriera da ritrattista, anche se non era particolarmente redditizia. In questo periodo, creò paesaggi urbani e quadri storici (alcuni su temi biblici). Quando smesse di dipingere, si occupò nuovamente della produzione di litografie per riviste locali e diede lezioni d'arte.

## Galleria d'immagini

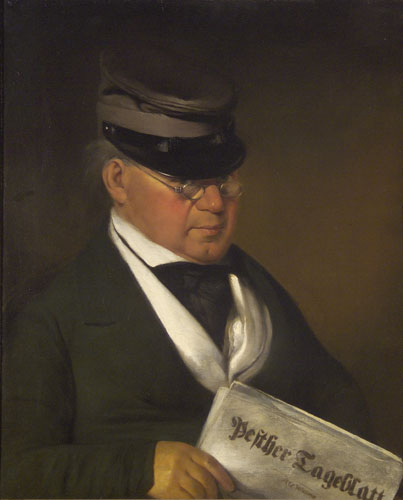
Cittadino di Pest, circa nel 1440, olio su tela
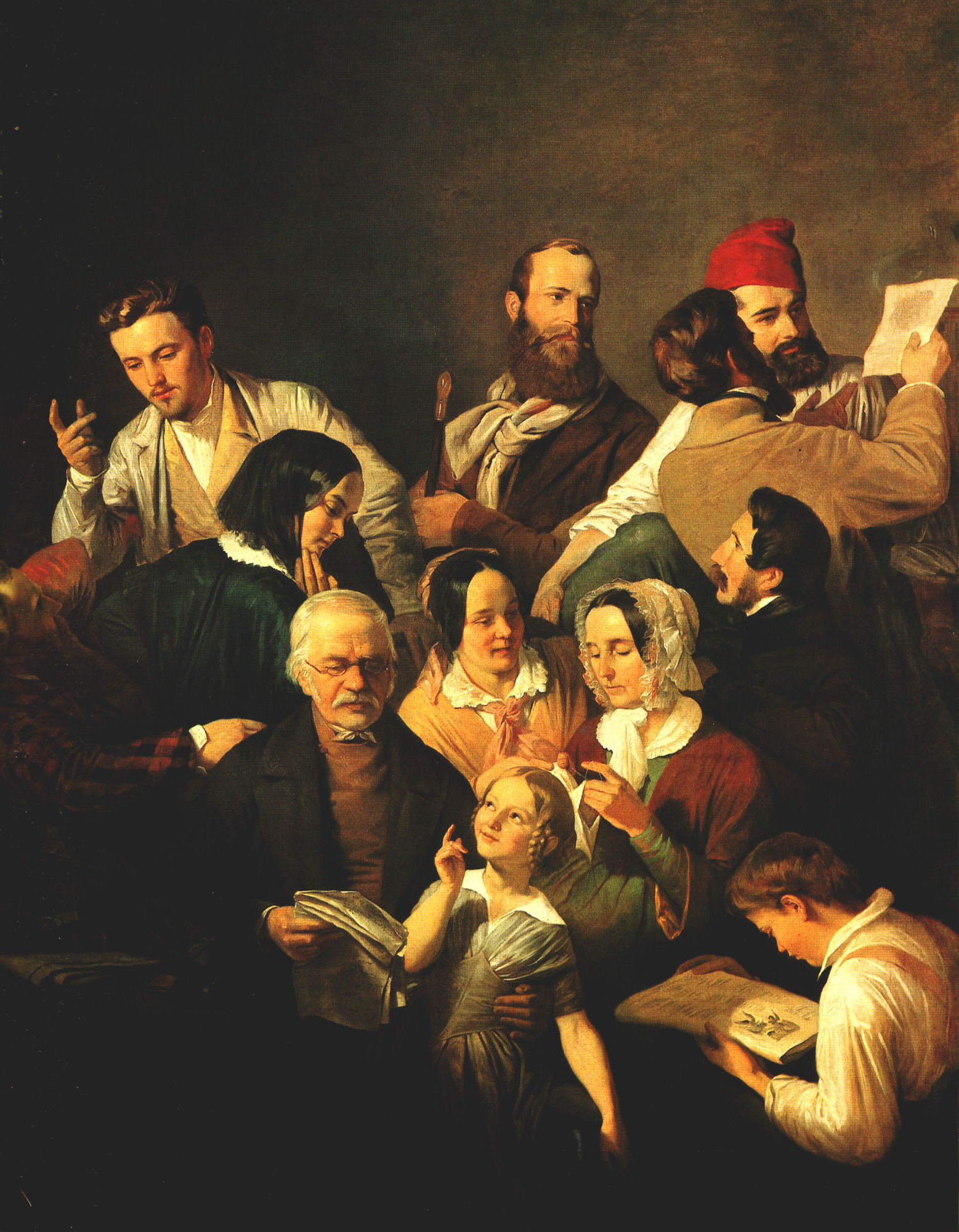
La famiglia Weber, 1846, olio su tele
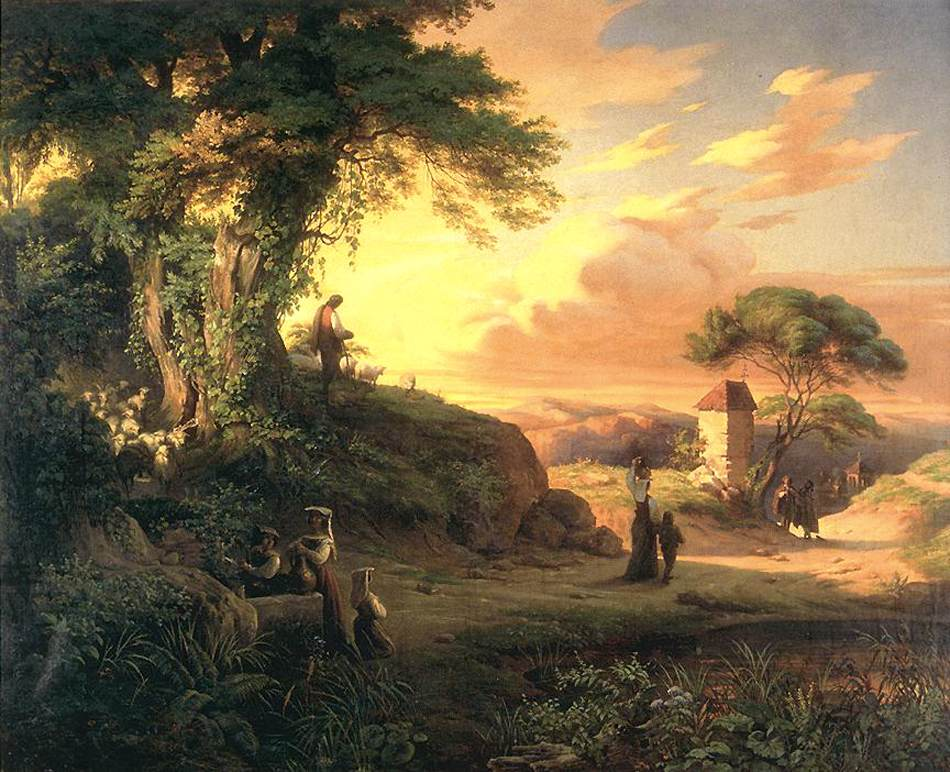
Scena Romantica, 1851, olio su tela
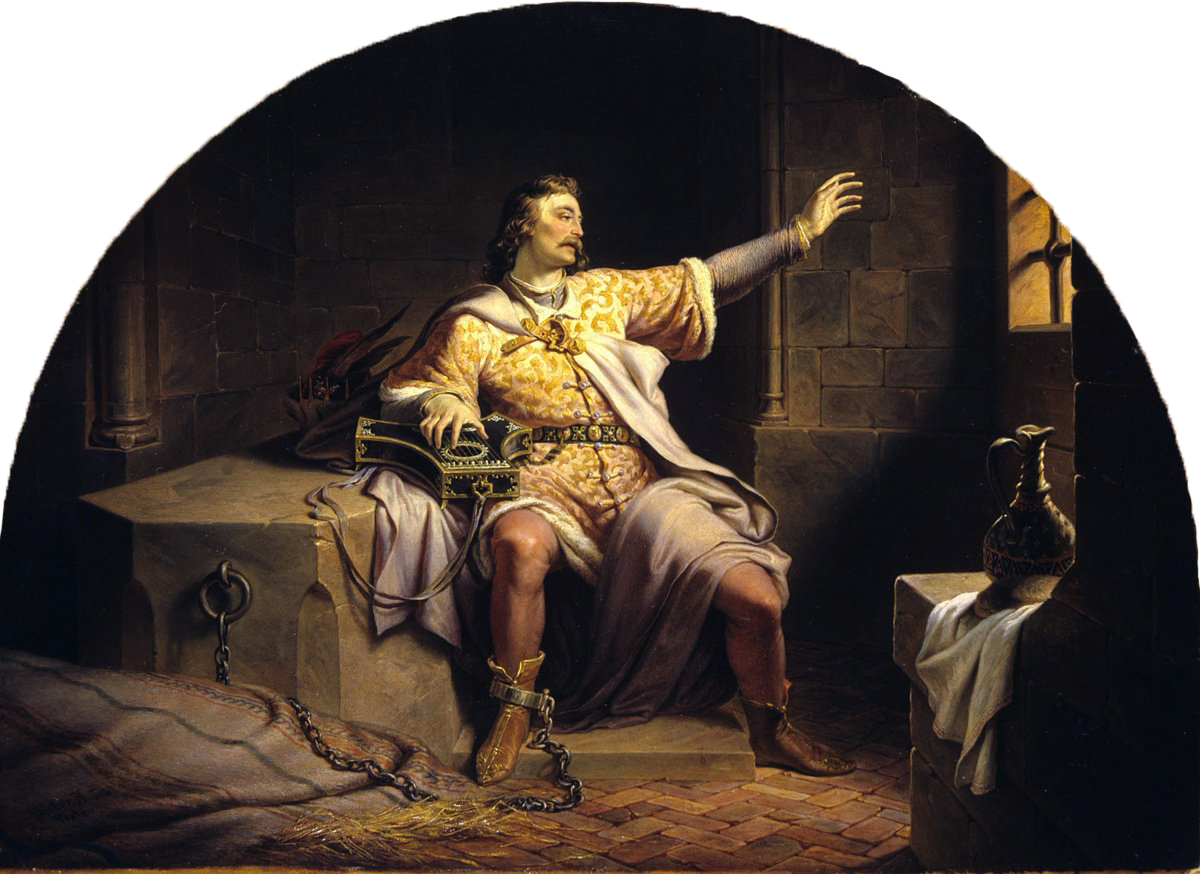
Re Salomone nella prigione, 1847, olio su tavola
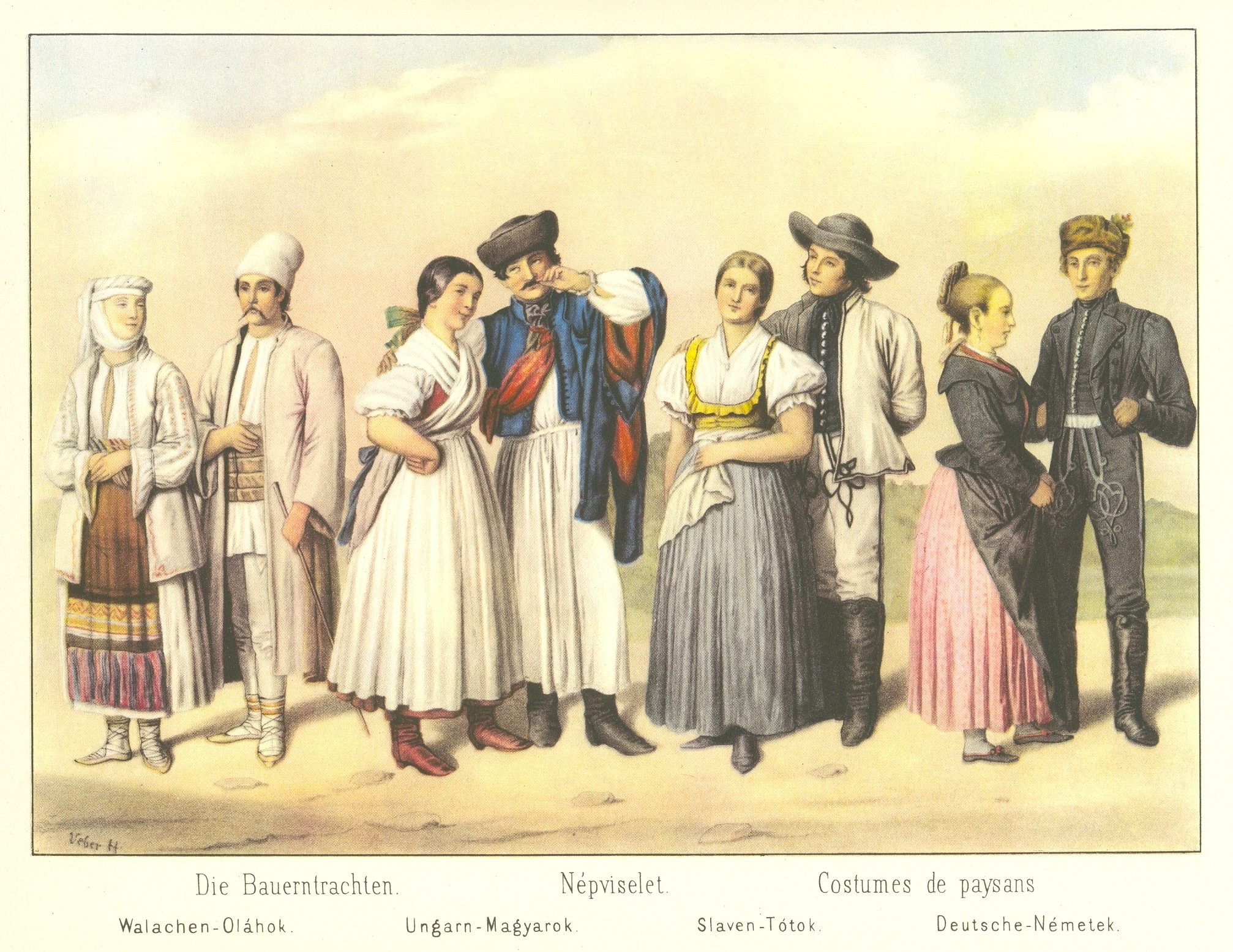
Abbigliamento tradizionale contadino dell'Ungheria: romeni, ungheresi, slovacchi e tedeschi, 1855
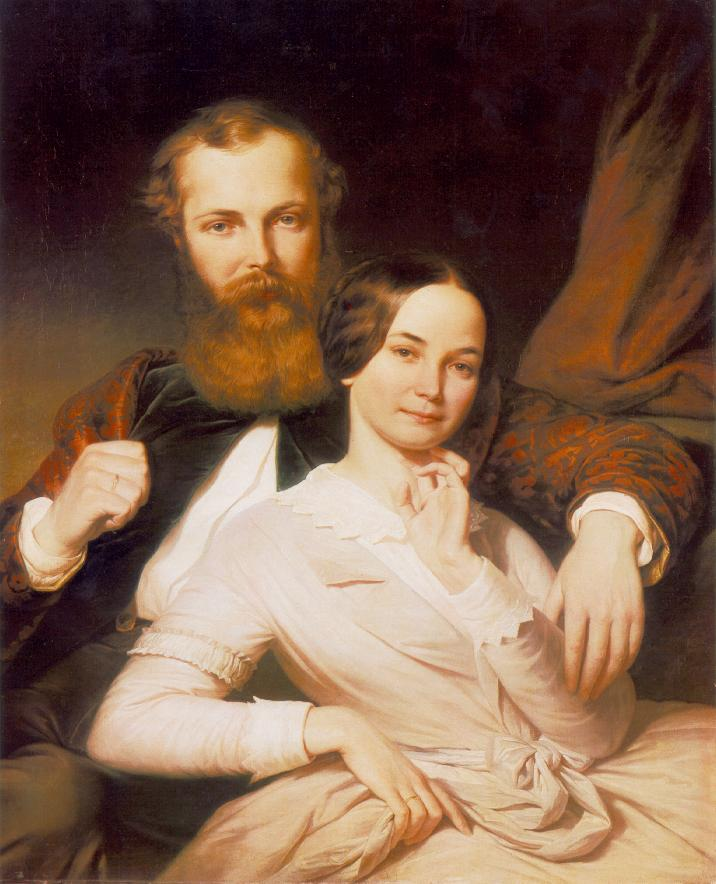
Il compositore Mihály Mosonyi con sua moglie, 1840, olio su tela